# Tugana cudina
Tugana cudina is een spinnensoort in de taxonomische indeling van de nachtkaardespinnen (Amaurobiidae).
Het dier behoort tot het geslacht Tugana. De wetenschappelijke naam van de soort werd voor het eerst geldig gepubliceerd in 1992 door Alayón.